# Louis Marie Joseph Thévenet
 (mai 2020).
Pour les articles homonymes, voir Thévenet.
Louis Marie Joseph Thévenet, né le 25 novembre 1773 à Dunkerque (Flandre française), mort le 30 août 1846 à Dunkerque (Nord), est un général français de la Révolution et de l’Empire.

## États de service
Il entre en service le 26 août 1793, comme sergent-major au bataillon de volontaires de Dunkerque et il devient sous-lieutenant le 17 février 1794, au bataillon de chasseurs du Mont-des-Chats. Le 9 mars 1794, il passe lieutenant aux carabiniers attachés au même bataillon, qui est embrigadé le 26 septembre 1796, dans la 24e demi-brigade d’infanterie légère. Il fait les campagnes de 1793 à 1796, aux armées du Nord, de Ouest et des côtes de Océan.
Le 15 décembre 1796, il participe à l’expédition d'Irlande, sous les ordres du général Hoche, et il embarque sur le « Scévola », qui fait naufrage en pleine mer et dont une grande partie de l’équipage périt dans les flots. En 1798, il rejoint l’armée de Sambre-et-Meuse et en 1799, il est envoyé à l’armée d’Angleterre. En 1800, il est employé à l’armée d’Italie et il est blessé le 14 juin 1800, à la bataille de Marengo. En 1801, il est muté au corps d’observation de la Gironde et il est nommé adjudant-major le 21 avril 1802, et capitaine de carabiniers le 4 septembre suivant. 
Il est fait chevalier de la Légion d’honneur le 5 août 1804 et le 30 août 1805, il devient chef de bataillon au 13e régiment d’infanterie légère. De 1805 à 1807, il participe aux campagnes d’Autriche, de Prusse et de Pologne, au sein de la Grande Armée. Il est blessé le 14 octobre 1806, à la Bataille d'Auerstaedt, ainsi que le 8 février 1807, à la bataille d’Eylau.
En 1809, il fait la campagne en Allemagne et il se distingue le 7 mai 1809, à la bataille de Türnitz, où chargé d’une reconnaissance, il culbute et poursuit un corps ennemi de 2 000 hommes, lui faisant de nombreux prisonniers et s’emparant d’une pièce de canon. Cette action lui vaut le 7 juin 1809, le grade de colonel en second du 2e régiment provisoire de la 4e division du 3e corps d’armée et le brevet d’officier de la Légion d’honneur le 12 juillet suivant. Il est créé chevalier de l’Empire le 12 novembre 1809.
En 1810, il rejoint l’armée d’Espagne et le 4 mars 1811, il est nommé colonel au 39e régiment d’infanterie de ligne. Le 5 mai 1811, il est blessé à la bataille de Fuentes de Oñoro et en 1812, il passe à la 1re division du général Foy à l’armée du Portugal. Le 22 juillet 1812, il est chargé de couvrir la retraite après la bataille des Arapiles. Il est blessé le 13 décembre 1813, lors d'une escarmouche, dans le village de Vieux-Monguerre, et il est promu général de brigade le 25 décembre 1813. 
Le 13 février 1814, il commande la 1re brigade de la 2e division d’infanterie du 11e corps et il se fait remarquer le 25 mars à la bataille de Fère-Champenoise où avec moins de  6 000 fantassins, il résiste toute la journée à 24 000 hommes de cavalerie. Grièvement blessé d’un coup de sabre à la figure, il est fait prisonnier sur le champ de bataille.
Lors de la Première Restauration, il est fait chevalier de Saint-Louis le 13 août 1814.
Pendant les Cent-Jours, il est employé comme commandant de la place de Cambrai le 20 mars 1815, puis le 24 mars, il est mis à la disposition du général Vandamme. Commandant de la place de Bergues le 10 avril 1815, il prend la tête de la 2e brigade de la 19e division d’infanterie du 6e corps de l’armée du Nord le 24 mai 1815.
Il est mis en disponibilité en août 1815.

## Politique
Le Chevalier Thévenet, maréchal de camp en retraite, devient maire de Coudekerque-Branche en 1826, en remplacement d'Epimache Charles Antoine Casteleyn, mort le 28 mai 1826 à Coudekerque-Branche. Tout comme pour son prédécesseur, sa mandature sera de très courte durée, une année seulement, mais cependant très active et énergique et  il présente, en ces termes, sa démission lors de la séance extraordinaire du conseil municipal du 3 mars 1827. Le Chevalier Thévenet quitte donc la commune de Coudekerque-Branche pour la ville voisine de Dunkerque où il réside ; il est nommé 1er adjoint au maire, par arrêté royal, en remplacement de M. Gaspard, appelé à diriger la mairie.
Il est ensuite nommé conseiller municipal de Dunkerque par ordonnance royale, à la suite de la démission de M. Louis De Staplande, le 18 août 1830. Consécutivement à la loi du 21 mars 1831, il est élu aux élections municipales des 21 au 28 octobre et 23 novembre 1831, et installé le 5 décembre 1831. En 1832, il décline la proposition qui lui est faite, par les comités électoraux, de soutenir sa candidature à la députation afin de succéder à Paul André Louis Lemaire qui ne souhaite pas briguer un nouveau mandat de parlementaire. Le Chevalier Thévenet justifie son refus en arguant qu’il souhaitait consacrer la fin de son existence aux œuvres de bienfaisance. 
Il est réélu aux élections municipales des 9 au 17 novembre 1834 et exerce les fonctions de maire de Dunkerque, par intérim du 20 juillet 1837 au 16 février 1838. Il est réélu lors des élections des 14, 16, 17, 18, 20, 22 et 29 juin 1840. Par contre, il n’est pas élu aux élections des 9, 11, 13, 15, 17, 19 et 21 août 1846 et il meurt en fonction, le nouveau conseil municipal n’étant installé que le 10 octobre 1846.

## Hommage
- Une rue de Dunkerque porte son nom depuis le 3 novembre 1876[2].

## Distinctions
- Officier de la Légion d'honneur le 12 juillet 1809[3].
- Chevalier de l'ordre royal et militaire de Saint-Louis le 13 août 1814.

## Dotation
- Le 19 mars 1808, donataire d’une rente de 2 000 francs en Westphalie.

## Armoiries
| Armoiries | Nom du chevalier et blasonnement |
| --------- | --- |
|           | Chevalier Louis Marie Joseph Thévenet et de l'Empire, lettres patentes du 12 novembre 1809. officier de la Légion d’honneur D'or à l'épée d'azur en fasce, à la pointe à dextre accompagnée en pointe d'une grenade enflammée de gueules, et surmontée d'un comble d'azur à deux étoiles d'argent, sur le tout de gueules au tiers de l'écu chargé du signe des chevaliers - Livrées : bleu, rouge, et jaune. |

## Sources
- (en) « Generals Who Served in the French Army during the Period 1789 - 1814: Eberle to Exelmans »
- Thierry Pouliquen, « Les généraux français et étrangers ayant servis [sic] dans la Grande Armée » (consulté le 28 février 2015)
- « La noblesse d’Empire » (consulté le 28 février 2015)
- « Cote LH/2586/37 », base Léonore, ministère français de la Culture
- Vicomte Révérend, Armorial du premier empire, tome 4, Honoré Champion, libraire, Paris, 1897, p. 300.
- Pierre Jullien de Courcelles, Dictionnaire historique et biographique des généraux français : depuis le onzième siècle jusqu'en 1822, Tome 9, l’Auteur, 1823, 564 p. (lire en ligne), p. 260.
- (pl) « Napoléon.org.pl »
- Charles Théodore Beauvais et Vincent Parisot, Victoires, conquêtes, revers et guerres civiles des Français, depuis les Gaulois jusqu’en 1792, tome 26, C.L.F Panckoucke, janvier 1822, 414 p. (lire en ligne), p. 210.
- Antoine Jay, Etienne de Jouy et Jacques Marquet de Norvins, Biographie nouvelle des contemporains ou dictionnaire historique et raisonné de tous les hommes qui, depuis la Révolution française ont acquis de la célébrité par leurs actions…, tome 19, Paris, librairie historique, janvier 1825, 514 p. (lire en ligne), p. 451.
- Louis Nicolas Davout, rapport du Maréchal Davout, duc d'Auerstaedt, C. Lévy, Paris, 1896, p. 50.